# Xã Washington, Quận Knox, Nebraska
Xã Washington (tiếng Anh: Washington Township) là một xã thuộc quận Knox, tiểu bang Nebraska, Hoa Kỳ. Năm 2010, dân số của xã này là 76 người.